# NGC 6089/2
NGC 6089/2 је галаксија у сазвежђу Северна круна која се налази на NGC листи објеката дубоког неба.
Деклинација објекта је + 33° 2' 18" а ректасцензија 16h 12m 41,6s. Привидна величина (магнитуда) објекта NGC 6089 износи 14,5 а фотографска магнитуда 15,5. NGC 60892 је још познат и под ознакама MCG 6-36-1, CGCG 196-4, CGCG 196-91.